# Sepiidae

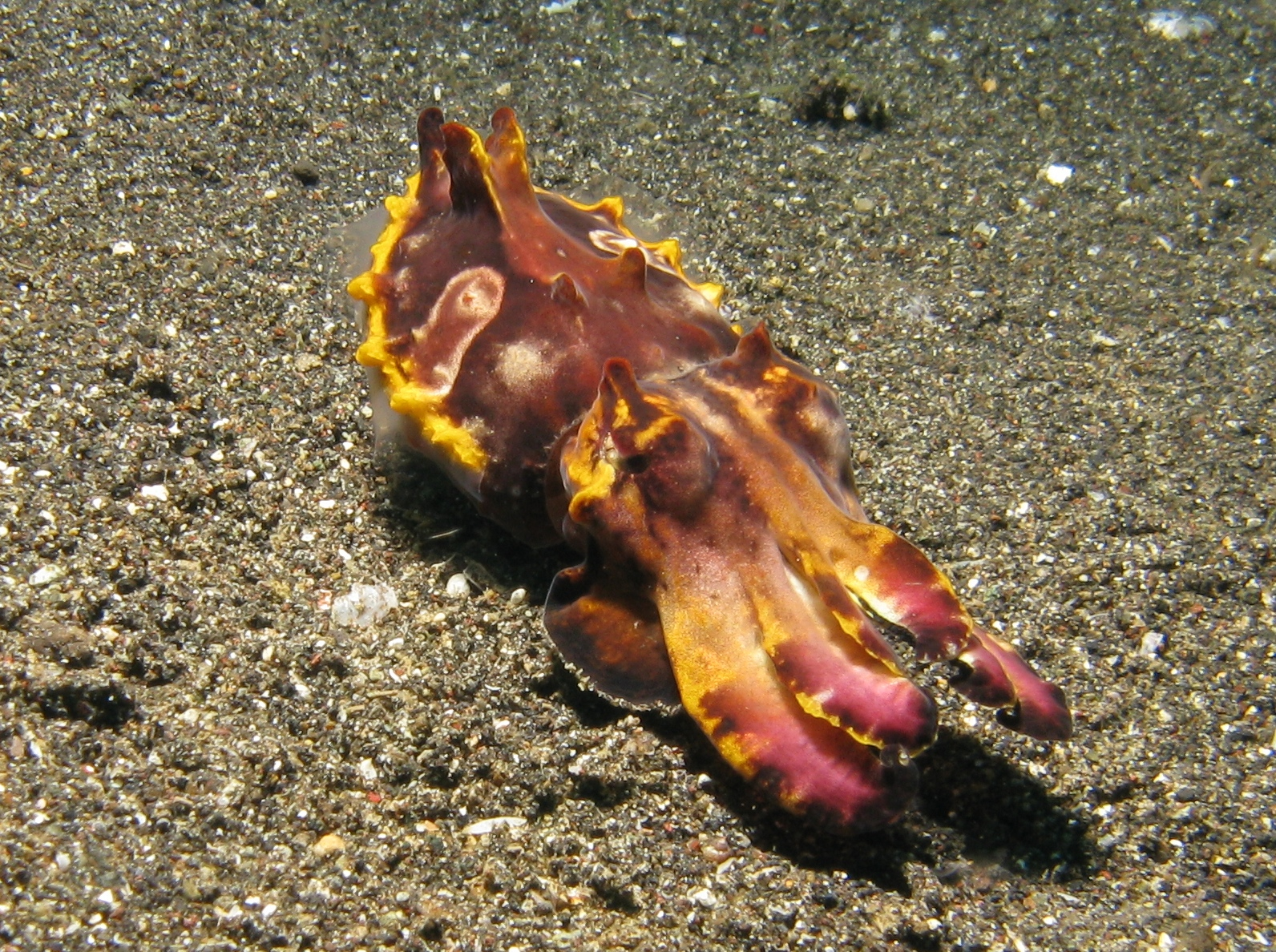
Metasepia pfefferi

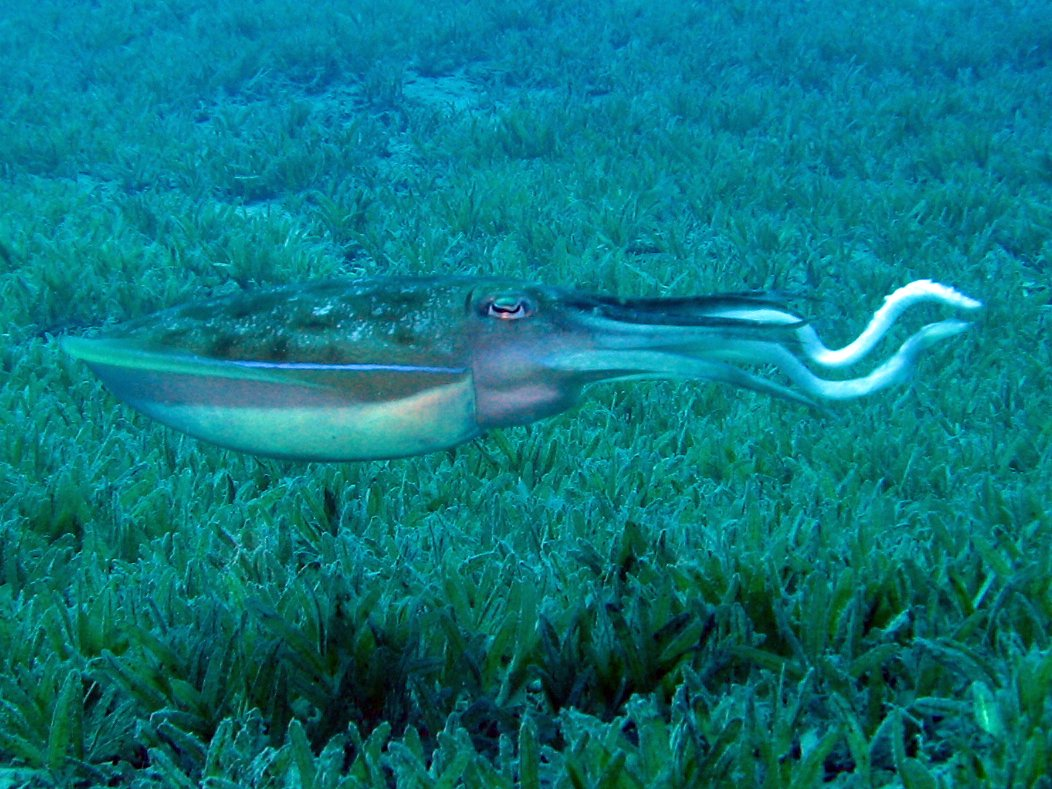
Sepia pharaonis

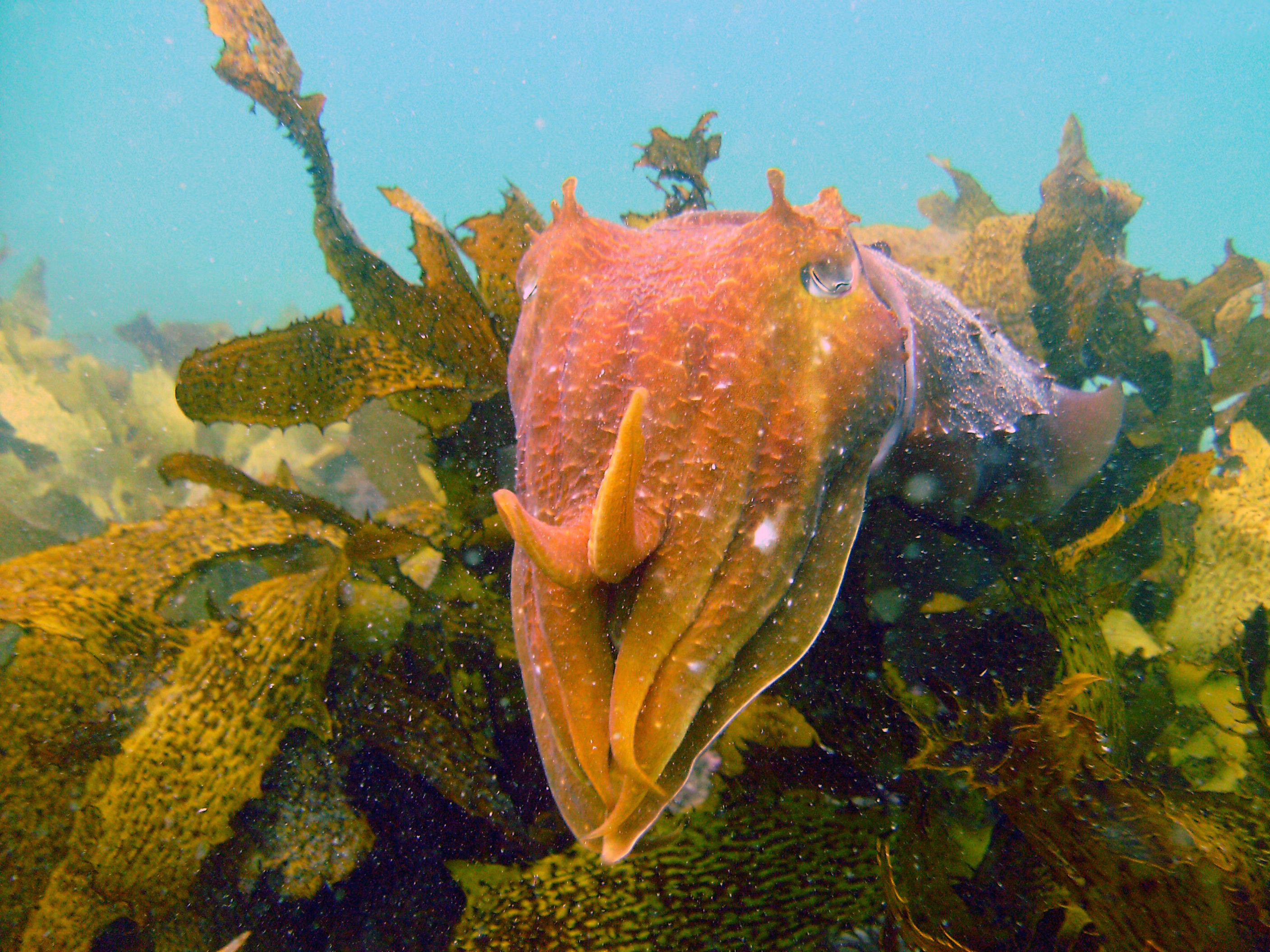
Sepia apama

Le seppie (Sepiidae Leach, 1817) sono una famiglia di molluschi cefalopodi decapodi unici rappresentanti del sottordine Sepiina e della superfamiglia Sepioidea.

## Descrizione
Il mantello nei Sepiidae è largo e più o meno compresso in senso dorso ventrale, di forma da allungata a subcircolare; il bordo anteriore del mantello è separato dalla testa e ha una proiezione anteriore più o meno sviluppata. Le pinne sono strette, inserite in posizione leggermente dorsale, hanno lunghezza più o meno pari al mantello e sono separate all'estremità posteriore dove portano un piccolo lobo posteriore. La testa è grande, solo di poco più stretta del mantello e porta occhi grandi, sporgenti e coperti da una membrana trasparente, la pupilla ha la forma della lettera W. Come tutti i decapodi hanno 10 appendici circumorali: 8 braccia di pari lunghezza e 2 tentacoli. Le ventose sulle braccia sono disposte in file trasversali in numero da 2 a 4; nei maschi di diverse specie uno o entrambi i bracci del quarto paio è ectocotilizzato. Le clave tentacolari hanno 4 o più file trasversali di ventose; le ventose delle braccia e delle clave sono dotate di dentelli chitinosi. La conchiglia interna è ben sviluppata (osso di seppia), si trova nella parte dorsale del mantello, appena sotto la pelle, e ha lunghezza pari a quella del mantello tranne che nel genere Metasepia, nel quale è più corta. La forma della conchiglia è variabile fra le specie ma in tutte nella parte dorsale ha uno scudo dorsale compatto mentre nella parte ventrale è finemente laminato e poroso.
La taglia va da piccola a medio-grande, il massimo noto è di 50 cm di lunghezza del mantello per 12 kg di peso.

## Distribuzione e habitat
Le specie della famiglia Sepiidae hanno una distribuzione tropicale-temperata, con un inusuale pattern biogeografico: sono infatti presenti tanto sulle coste occidentali del Pacifico che su quelle orientali dell'Atlantico, nonché nel bacino del Mediterraneo, ma sono assenti su entrambi i versanti costieri delle Americhe
Sono organismi più bentonici degli altri comuni decapodi, si incontrano su ogni tipo di fondale, dai fondi sabbiosi a quelli rocciosi a quelli coperti da alghe e fanerogame marine e alle barriere coralline. Popolano la piattaforma continentale e la parte superiore della scarpata e raggiungono una profondità massima di 1000 metri circa. Alcune specie effettuano migrazioni in base alla temperatura dell'acqua.

## Biologia
Sono animali dal nuoto relativamente lento. Il galleggiamento viene regolato con l'immissione di gas nelle camere della conchiglia che ha struttura diversa tra le specie che raggiungono profondità maggiori, nei quali i setti sono disposti fittamente, e quelle più costiere. La longevità varia tra le specie ma raramente supera i due anni.

### Alimentazione
Le prede dei Sepiidae sono molto varie e comprendono numerose specie di pesci ossei e di invertebrati bentonici.

### Riproduzione
Alcune specie formano aggregazioni in occasione della riproduzione. Le uova, che vengono attaccate a substrati duri, sono in piccolo numero. La maturità sessuale può venire raggiunta a taglie molto diverse all'interno di una stessa specie: questo tempo dipende da vari fattori tra i quali temperatura, illuminazione e alimentazione.

## Tassonomia
In questa famiglia sono attualmente riconosciuti i seguenti generi:
- Acanthosepion Rochebrune, 1884
- Ascarosepion Rochebrune, 1884
- Aurosepina Jothinayagam, 1987
- Decorisepia Iredale, 1926
- Digitosepia Lipiński, 2020
- Doratosepion Rochebrune, 1884
- Erythalassa A. Reid, 2023
- Hemisepius Steenstrup, 1875
- Lusepia A. Reid, 2023
- Rhombosepion Rochebrune, 1884
- Sepia Linnaeus, 1758
- Sepiella Gray, 1849
- Spathidosepion Rochebrune, 1884

Altri generi che in passato venivano inclusi (p.es. Glyptosepia, Solitosepia, Tenuisepia) sono considerati sinonimi di Sepia.

## Pesca
Le carni di questi animali sono molto apprezzate dal punto di vista alimentare e molte specie, perlopiù del genere Sepia sono oggetto di pesca, sia specifica che come bycatch. Vengono catturate con reti di vario tipo, nassee e lenze innescate con esche artificiali o con esche naturali, tra le quali seppie femmina vive per catturare i maschi che tentano di accoppiarsi. Le seppie vengono commercializzate sia fresche che congelate o essiccate.